# Jerome Frank
Jerome Frank (New York, 10 settembre 1889 – New Haven, 13 gennaio 1957) è stato un giurista e filosofo statunitense.
Dopo essersi laureato all'Università di Chicago, lavorò come avvocato nel proprio studio legale dal 1912 al 1930 a Chicago e dal 1930 al 1933 a New York.
Durante le politiche del New Deal volute dal presidente Franklin D. Roosevelt, Frank lavorò come consigliere generale dell'Amministrazione per l'adeguamento agricolo dal 1933 al 1935 finché, insieme ai giovani avvocati di sinistra del suo studio, dovette subire un'epurazione politica approvata dallo stesso Roosevelt. Nonostante ciò Frank riuscì ad essere trasferito alla Reconstruction Finance Association. Nel 1937, il presidente Roosevelt lo nominò presidente della Securities and Exchange Commission, incarico che svolse dal 1937 al 1941.
Nel febbraio 1941, Roosevelt lo nominò Frank giudice della Corte d'Appello degli Stati Uniti per il Secondo Circuito. La nomina fu confermata dal Senato nel marzo 1941. Frank era considerato un giudice altamente competente di cui spesso si diceva rappresentasse posizioni liberali in materia di diritti civili. Servì in questa ruolo fino alla sua morte, avvenuta nel 1957.
I documenti personali e legali di Frank sono archiviati presso l'Università di Yale e sono in gran parte accessibili ai ricercatori. Frank morì per un infarto a New Haven nel 1957.
Durante la sua vita, Frank pubblicò molti libri influenti, tra cui Law and the Modern Mind nel 1930, in cui sosteneva il realismo giuridico e enfatizzava le forze psicologiche nelle questioni giuridiche. L'altra sua opera importante, Courts on Trial (1949), sottolineava le incertezze e la fallibilità del processo legale. Estremizzandone i concetti Frank, tra gli altri, arrivò a negare totalmente la certezza del diritto, considerata solo come un'illusione degli uomini, in quanto la sentenza non è mai del tutto prevedibile ma «frutto di un ragionamento, anche intuitivo, di un giudice che prende una decisione prima ancora di spiegarla».